# Ptychandra caerulans
Ptychandra caerulans är en fjärilsart som beskrevs av Hans Fruhstorfer 1908. Ptychandra caerulans ingår i släktet Ptychandra och familjen praktfjärilar. Inga underarter finns listade.